# (86) Semele
(86) Semele – planetoida z pasa głównego planetoid okrążająca Słońce w ciągu 5 lat i 181 dni w średniej odległości 3,11 j.a. Została odkryta 4 stycznia 1866 roku w Berlinie przez Friedricha Tietjena. Nazwa planetoidy pochodzi od Semele, matki boga Dionizosa w mitologii greckiej.